# Valeriana transjenisensis
Valeriana transjenisensis là một loài thực vật có hoa trong họ Kim ngân. Loài này được Kreyer miêu tả khoa học đầu tiên..